# Орехов, Сергей Григорьевич
Сергей Григорьевич Орехов (4 сентября 1923 — 28 июля 2010) — деятель советских спецслужб, генерал-майор войск связи (1970). Начальник Багратионовского военно-технического училища КГБ при СМ СССР (1965—1970). Начальник штаба Войск правительственной связи КГБ СССР (1972—1976). Лауреат Государственной премии СССР.

## Биография
Родился 4 сентября 1923 года в Москве в семье служащего.
С 1941 по 1942 годы служил в частях Красной Армии, участник Великой Отечественной войны. В 1942 году окончил 24-ю авиационную школу пилотов в городе Фрунзе, в 1943 году — Воронежское военное училище связи. С 1943 года — командир взвода курсантов, начальник отделения Воронежское военное училище связи, проводил подготовку армейских связистов для фронта.
С 1947 по 1955 годы — заместитель командира и командир роты связи, производитель работ по проводным средствам связи, старший производитель работ по кабельному строительству органов и частей Войск связи Министерства обороны СССР в Иркутском и Одесском военных округах.
С 1955 по 1958 годы проходил обучение в Военной академии связи имени С. М. Будённого.
С 1958 года направлен для прохождения службы в войска правительственной связи
КГБ при СМ СССР. С 1958 по 1965 годы служил в ГСВГ — заместитель командира отдельного полка правительственной связи КГБ, командир отдельного узла правительственной связи КГБ и командир 18-го отдельного полка правительственной связи КГБ.
С 1965 по 1970 годы — первый начальник Багратионовского военно-технического училища КГБ при СМ СССР.
С 1970 по 1972 и с 1976 по 1987 годы — заместитель начальника Управления Правительственной связи КГБ СССР. С 1972 по 1976 годы — первый заместитель начальника Управления Правительственной связи КГБ СССР — начальник штаба Войск правительственной связи КГБ СССР.
С 1987 года на пенсии.
Умер 28 июля 2010 года. Похоронен в Москве на Троекуровском кладбище.

## Награды
- Орден Красного Знамени
- Орден Трудового Красного Знамени
- Орден Красной Звезды
- Орден Знак Почёта

## Премии
- Государственная премия СССР